# Hirzer (Sarntaler Alpen)
Der Hirzer (italienisch Punta Cervina) ist mit einer Höhe von 2781 m s.l.m. der höchste Berg der Sarntaler Alpen in Südtirol (Italien).

## Lage und Umgebung
Der Hirzer befindet sich etwa in der Mitte des Westkamms der Sarntaler Alpen, der an dieser Stelle Passeier im Westen und das Sarntal im Osten voneinander trennt. Von seinem Hauptgipfel aus führen vier Kämme in verschiedene Himmelsrichtungen. Der sich nach Norden hin erstreckende Grat fällt über einen Zwischengipfel zum Grünangerjoch (2433 m) ab, das den Hirzer von der Pfandlspitze (2539 m) trennt. Während der Nordwestgrat ohne weitere Erhebungen Richtung Passeier hinab verläuft, findet der nach Südosten zum Sarntal führende in der Leiterspitze (2339 m) noch einen markanten Vorgipfel. Der Gipfelaufbau des Hirzer sinkt nach Süden zur Oberen Scharte (2679 m) ab, von wo der Gratverlauf ohne bedeutende Höhenunterschiede weiter zum Hönig (2696 m, auch Hönigspitze) reicht.
Administrativ gehört der Hirzer zu den Südtiroler Gemeinden Schenna und Sarntal.

## Alpinismus
Der nicht weit von Meran entfernte Hirzer ist als höchster Gipfel der Sarntaler Alpen ein bedeutendes und unschwierig erreichbares Tourenziel. Von Passeier aus ist das Gebiet durch die Hirzerseilbahn erschlossen, deren Bergstation sich in der Nähe der Hirzerhütte befindet. Dort nimmt auch der Normalweg auf den Hirzer seinen Anfang, der – Teil des Europäischen Fernwanderwegs E5 – durch die Südwestflanke des Bergs zur Oberen Scharte und von dort durch die Südseite des Gipfelaufbaus zur Spitze führt. Eine etwas längere Route erklimmt zunächst über dessen Westgrat den Hönig und führt dann dem Kammverlauf folgend zur Oberen Scharte und weiter über den Normalweg zum Gipfel. Ein weiterer markierter Steig gelangt von der Sarntaler Seite von Südosten herauf und mündet erst knapp unterhalb des Gipfels in den Normalweg.

## Name
Der Bergname geht vermutlich auf das mittelhochdeutsche Wort hirz mit der Bedeutung „Hirsch“ zurück. Er verweist somit wohl auf Hirschpopulationen in den Wäldern am Bergfuß. Historisch bestand zudem noch der Alternativname Prenner Spitze, der sich auf den Weiler Prenn in der Gemeinde Schenna bezog und beispielsweise im Atlas Tyrolensis Verwendung fand.